# Киреев, Николай Петрович
Никола́й Петро́вич Кире́ев (31 августа (12 сентября) 1843 — 6 (18) мая 1882) — русский актёр и переводчик.

## Биография
Закончил Константиновское военное училище. Был адъютантом начальника штаба стрелковых батальонов, герцога Мекленбург-Стрелицкого; но скоро влечение к сцене пересилило, и Киреев оставил службу. В течение своей многолетней артистической деятельности Киреев появлялся в ролях самого разнообразного репертуара; особенно удавались ему характерные роли. Он перевёл ранее репертуарную в провинции пьесу «Убийство Коверлей», драматический этюд А. Доде «Последний кумир» и драму В. Сарду «Отечество», написал повесть «Генерал» («Всемирный Труд», 1870) и вёл в «Новостях» Новицкого библиографический отдел.
Похоронен в Москве, на Ваганьковском кладбище .